# Municipio de Clear Creek (condado de Ellsworth)
El municipio de Clear Creek (en inglés: Clear Creek Township) es un municipio ubicado en el condado de Ellsworth en el estado estadounidense de Kansas. En el año 2010 tenía una población de 82 habitantes y una densidad poblacional de 0,87 personas por km².

## Geografía
El municipio de Clear Creek se encuentra ubicado en las coordenadas 38°44′48″N 98°6′43″O / 38.74667, -98.11194. Según la Oficina del Censo de los Estados Unidos, el municipio tiene una superficie total de 94.23 km², de la cual 94,07 km² corresponden a tierra firme y (0,17 %) 0,16 km² es agua.

## Demografía
Según el censo de 2010, había 82 personas residiendo en el municipio de Clear Creek. La densidad de población era de 0,87 hab./km². De los 82 habitantes, el municipio de Clear Creek estaba compuesto por el 96,34 % blancos, el 1,22 % eran amerindios, el 2,44 % eran asiáticos. Del total de la población el 3,66 % eran hispanos o latinos de cualquier raza.